# Ocmulgee Mounds National Historical Park
Le monument national de l’Ocmulgee (anglais : Ocmulgee National Monument) est un site patrimonial américain qui conserve les traces de plus de 10 000 ans de culture amérindienne du Sud-est des États-Unis, sous la forme de huttes enterrées creusées avant l'an mil par la culture des Appalaches méridionales (une expression régionale de la Civilisation du Mississippi). Il s'agit notamment d'un vaste sanctuaire et de plusieurs tertres rituels, d’un tumulus funéraire et des fossés défensifs. Ils reflètent la maîtrise de techniques élaborées de construction et de terrassement, et supposent une organisation collective du travail. Le site lui-même témoigne de « 17000 ans d'occupation continue par l'Homme. » Le parc, d'une superficie de 284 ha, occupe la rive orientale de l’Ocmulgee. La ville de Macon (Géorgie) s'est constituée autour de l'ancien village indien, après la construction du Fort Benjamin Hawkins par l’armée américaine (1806).
Différentes cultures de peuples indigènes préhistoriques ont peuplé le Macon Plateau surplombant les falaises de la Fall Line, qui séparent les vallonnements du Piedmont de la plaine côtière atlantique. L’inscription officielle de « Monument national » (patrimoine national) s'applique aussi aux tertres et au village amérindien de Lamar, situés à 5 km en aval de Macon. Le parc a été aménagé dès 1934 par le National Park Service (NPS) pour la protection du patrimoine et a été classé au Registre national des lieux historiques en 1966. En 1997, le NPS l’a inscrit Traditional Cultural Property.

## Description et classement
Si les tumulus ont longtemps attisé la curiosité des voyageurs, il faudra attendre les années 1930 et la politique du New Deal du Président Franklin D. Roosevelt, pour que soient entreprises les premières fouilles systématiques, bénéficiant des progrès techniques en matière d'archéologie. La Works Progress Administration (WPA) a financé les fouilles archéologiques sur ce site de 1933 à 1942. Les ouvriers ont dégagé huit tumulus, et mis au jour une masse considérable de vestiges démontrant l'existence d'une route commerciale et d’une culture préhistorique raffinée. Le 14 juin 1934, le parc a été classé « Monument national » et a été inauguré officiellement le 23 décembre 1936 par le National Park Service. Composante historique du Park Service, le National Monument a été inscrit au Registre national des lieux historiques le 15 octobre 1966.
Le syndicat d’initiatives d'Ocmulgee possède son propre musée archéologique. On peut y admirer plusieurs artefacts préhistoriques, avec leur interprétation au regard des cultures amérindiennes successives de l'endroit, et jusqu'à la culture historique des Creeks et autres tribus de l’ère coloniale.
Au début des années 1990, le Service des Parcs Nationaux américain a rénové les infrastructures du parc. En 1997, Ocmulgee National Monument a été le premier site à l'Est du Mississippi, inscrit comme « Bien culturel historique » (Traditional Cultural Property). Le parc s'étend sur 284 ha et possède 9 km de sentiers. On peut voir près du syndicat d'intitatives une reconstitution de hutte enterrée rituelle, imitant une structure vieille de plus 1 000 ans dégagée par les archéologues. Les touristes peuvent se rendre au grand sanctuaire par un sentier de 1 km, ou en suivant la route.
Le poste de traite anglais historique d'Ocumulgee fait également partie du parc. Le syndicat d’initiatives propose un court film de présentation film et une boutique de souvenirs.
On peut accéder à Ocmulgee National Monument par l'U.S. Route 80, en quittant l'Interstate 16 (qui d'ailleurs traverse la pointe sud-ouest du parc). Il est ouvert toute l'année sauf à Noël et le Jour de l'an. Les tertres de Lamar Mounds sont un peu à l'écart, dans les marécages, à 5 km au sud de Macon ; il n'est visitable que sur demande.

## Images

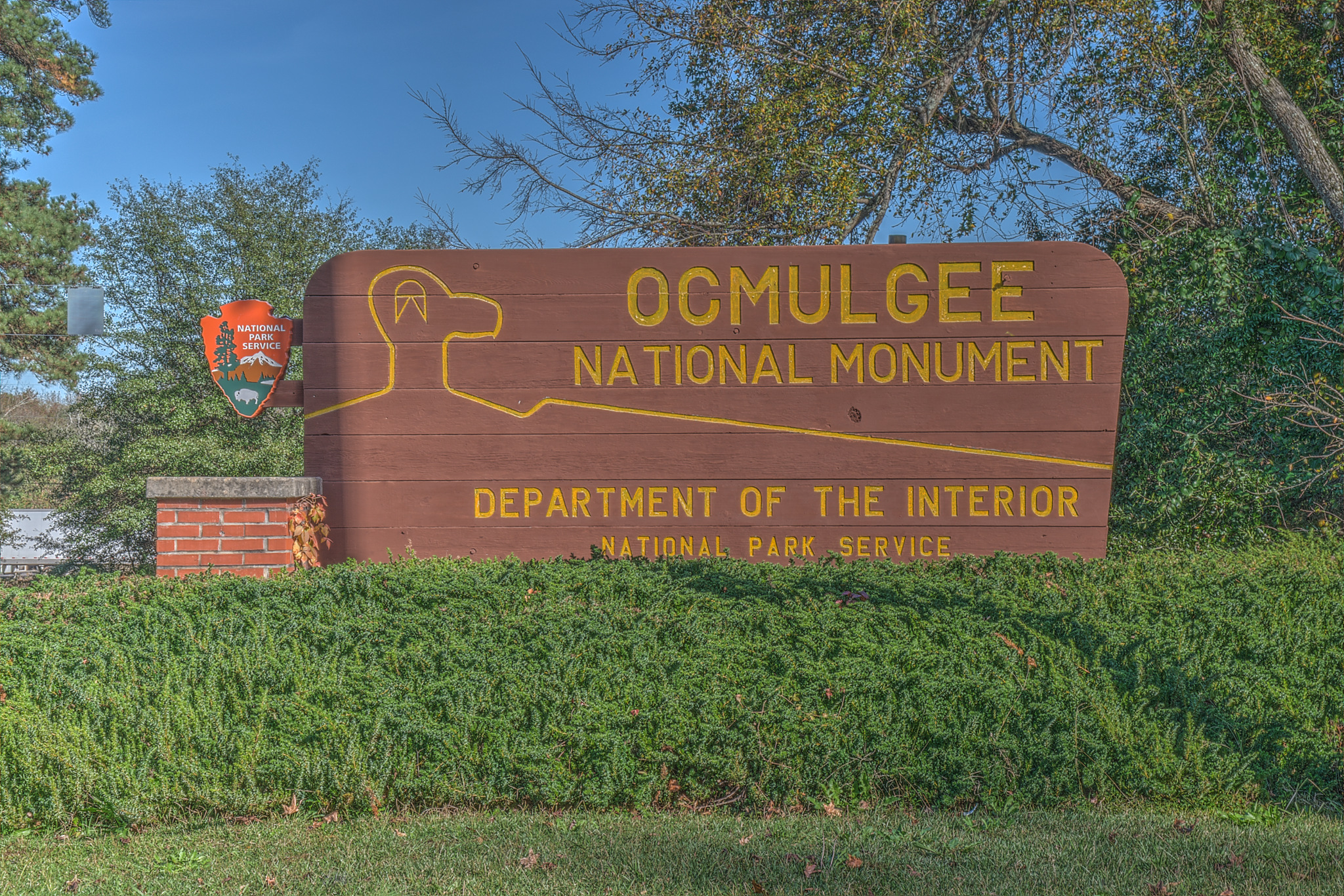
L'entrée du parc
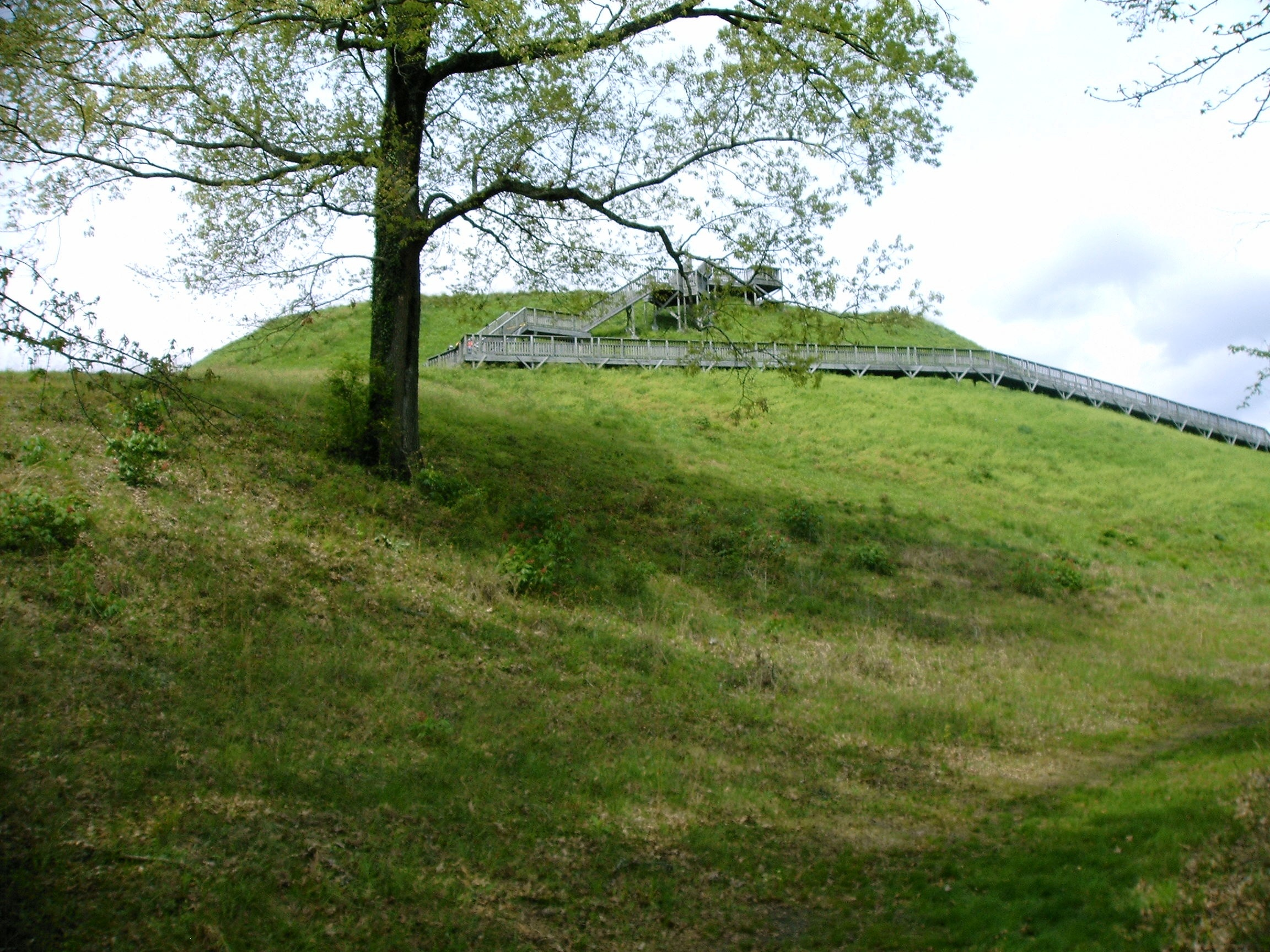
Depuis le bas du tertre du Grand sanctuaire, au-dessus de l'Ocmulgee
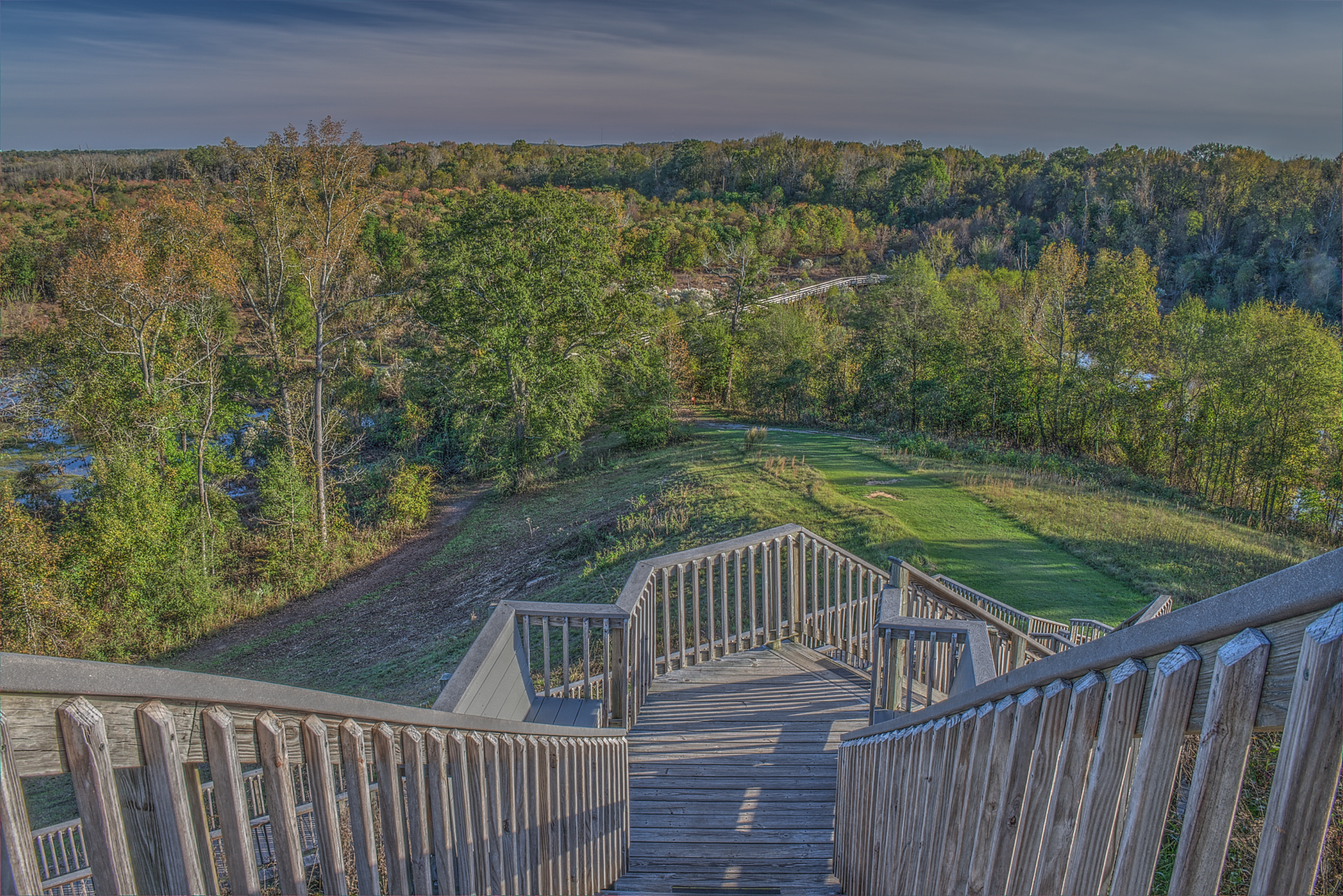
Le tertre du Grand sanctuaire vu de dessus
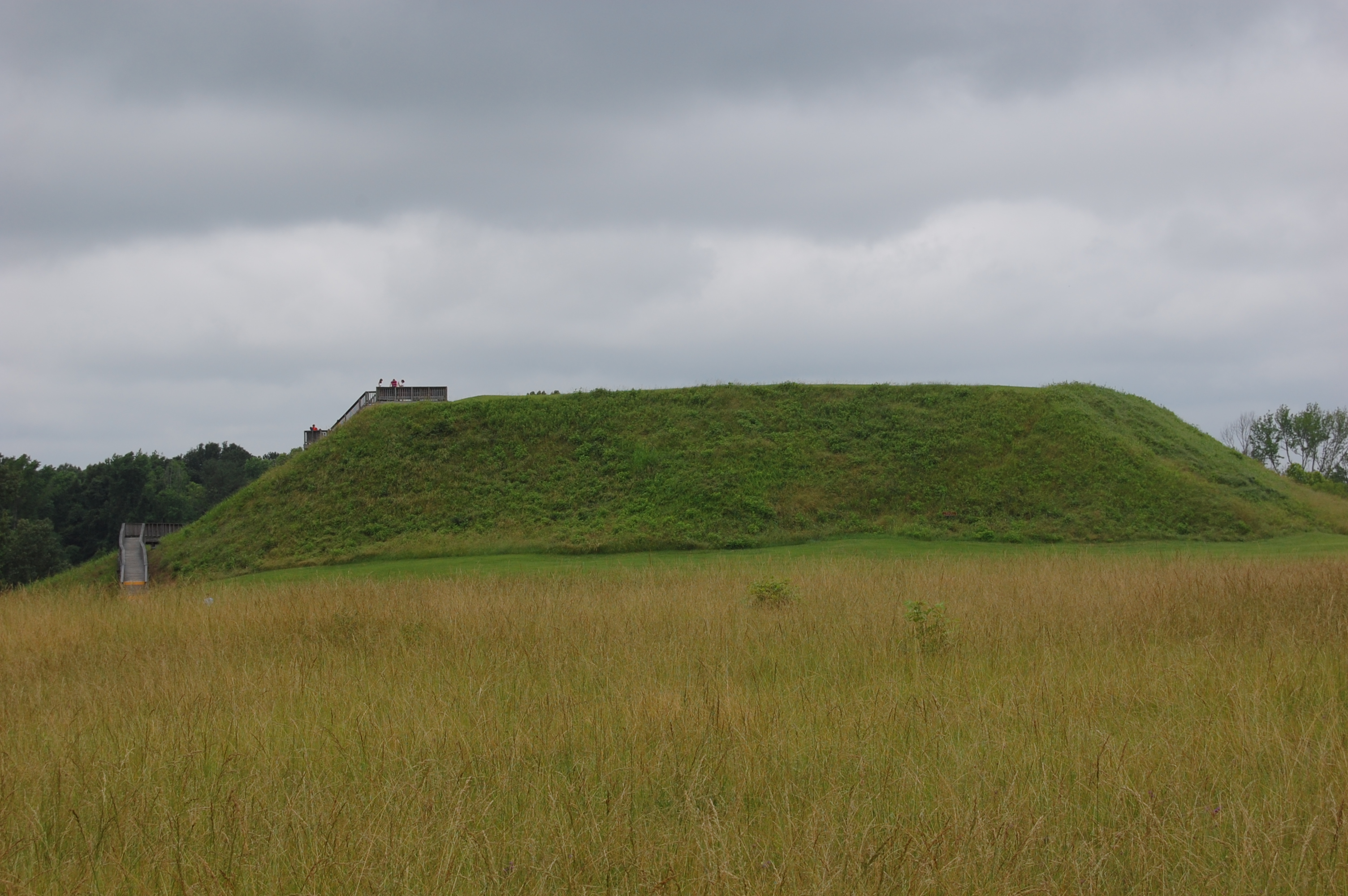
Le tertre du Grand sanctuaire

### Artefacts exposés au musée archéologique

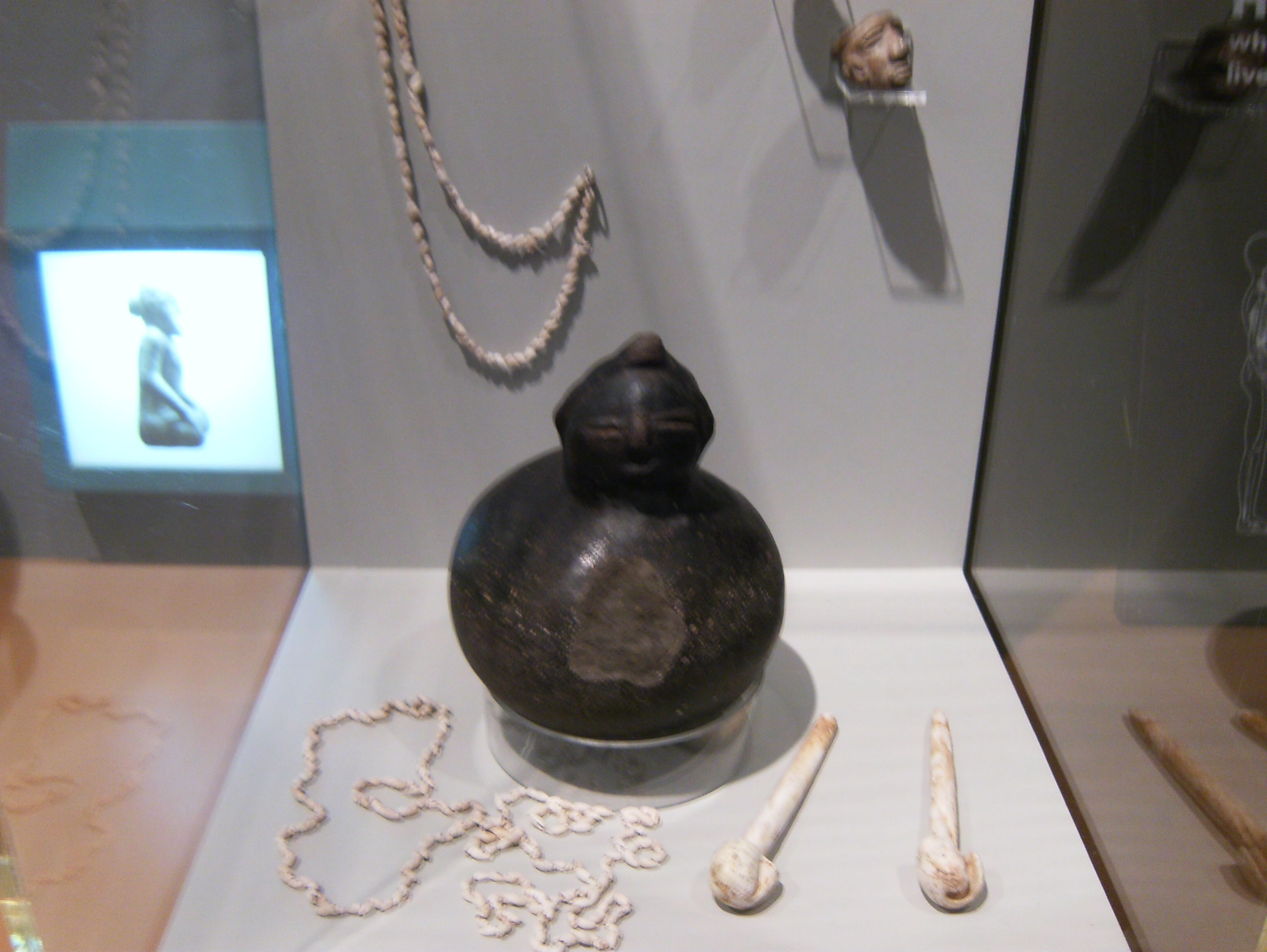
Calumets, colliers et vase à col en terre cuite trouvé à Ocmulgee représentant un visage,
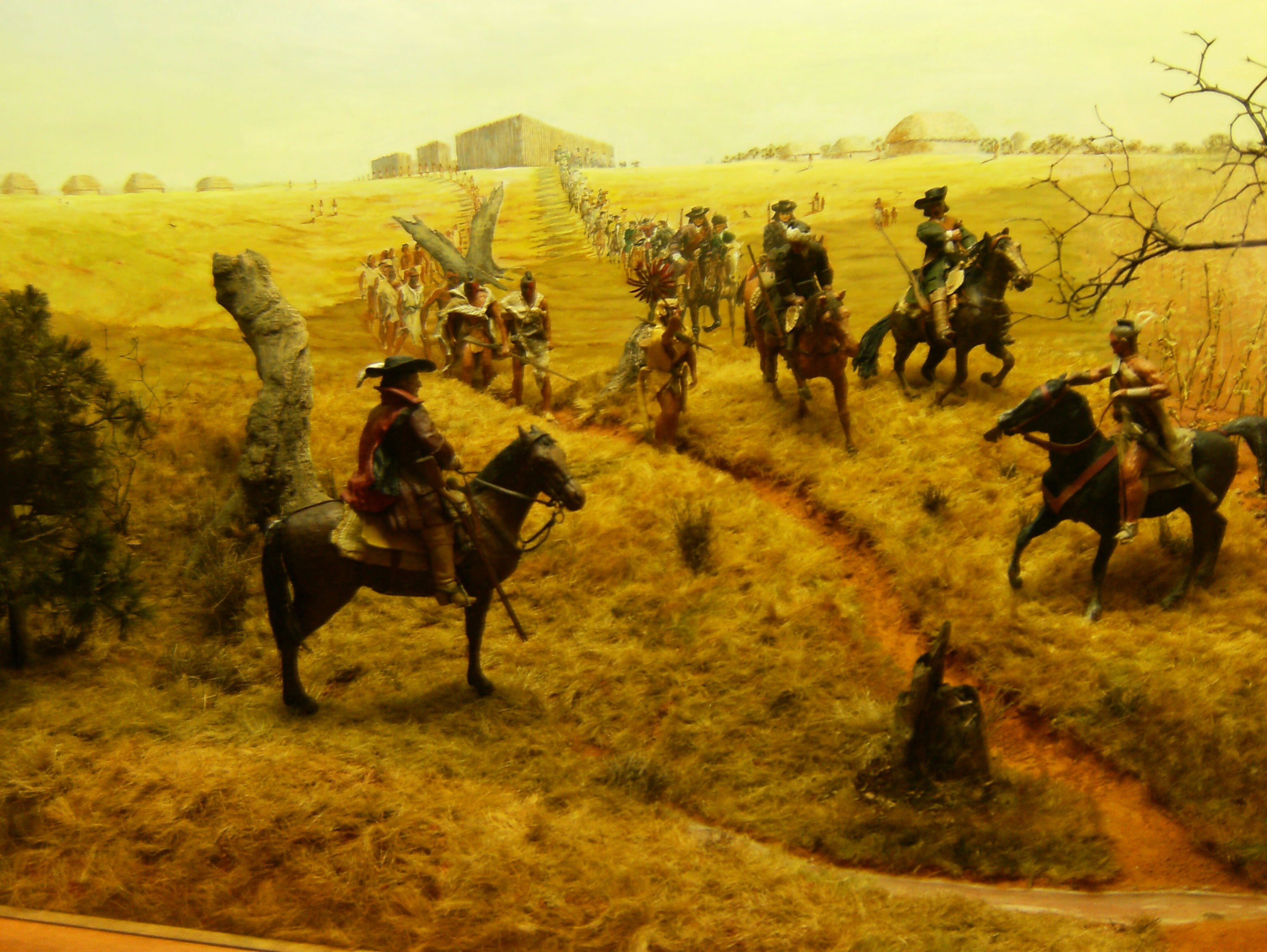
L'expédition du colonel Moore au poste de traite d'Ocmulgee
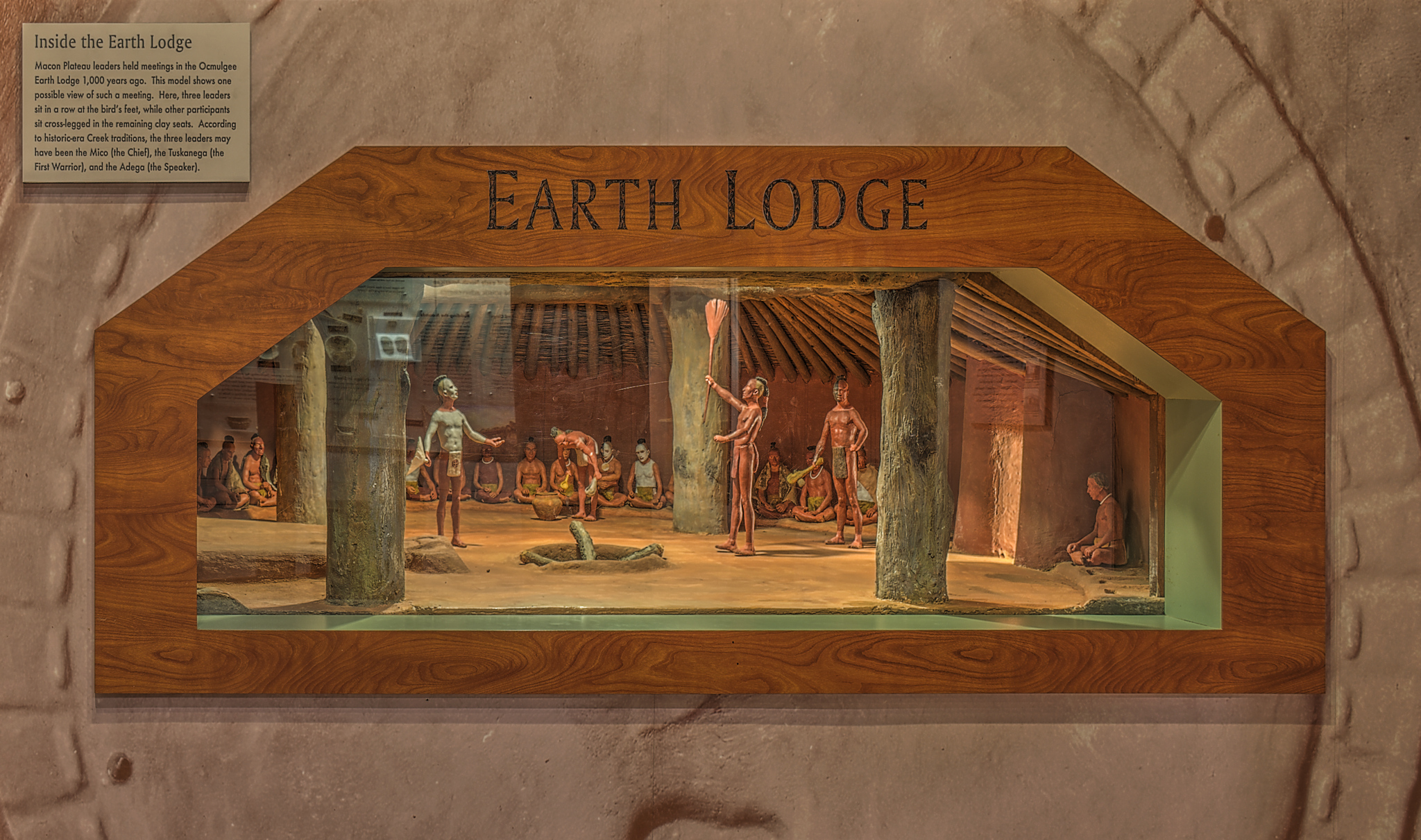
Reconstitution d'une hutte enterrée
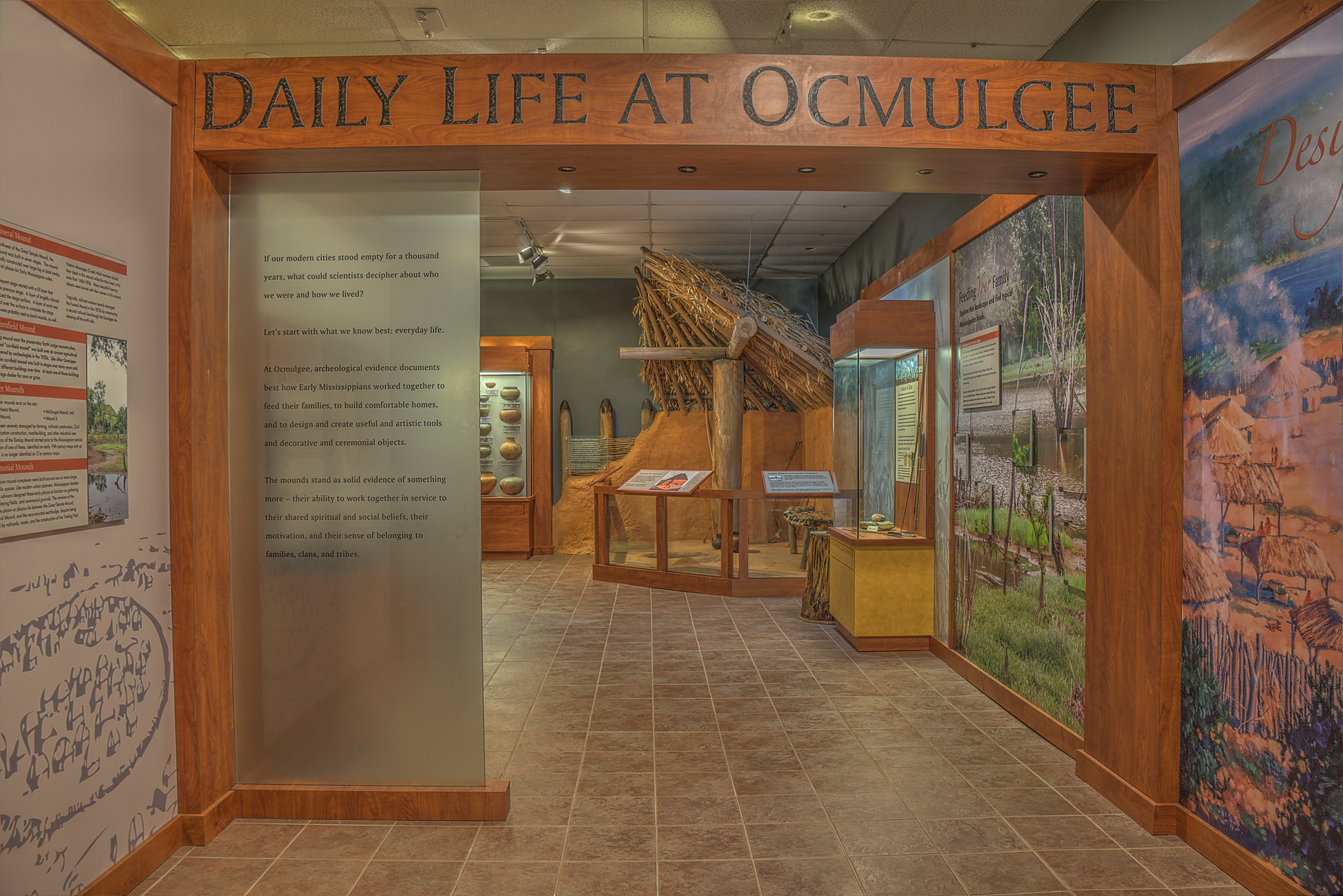
L'intérieur du musée

### L'habitat amérindien d'Ocmulgee

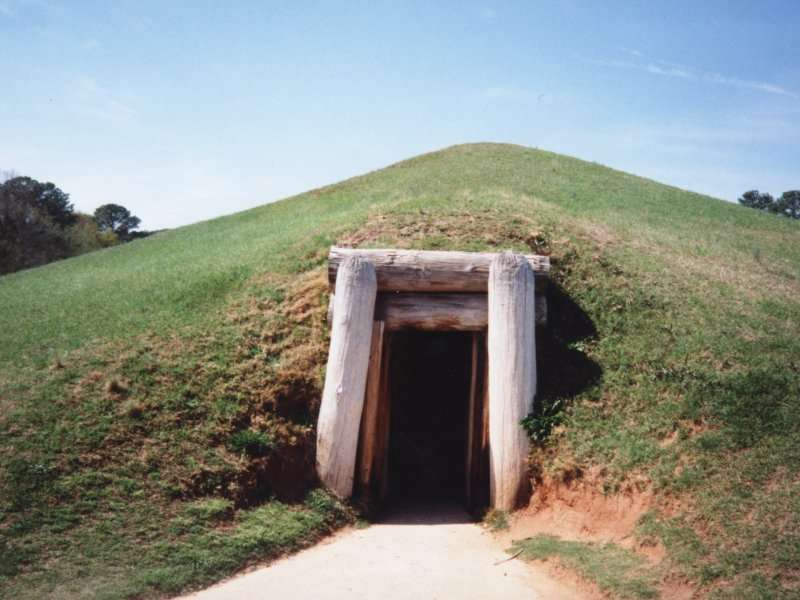
Entrée de la hutte
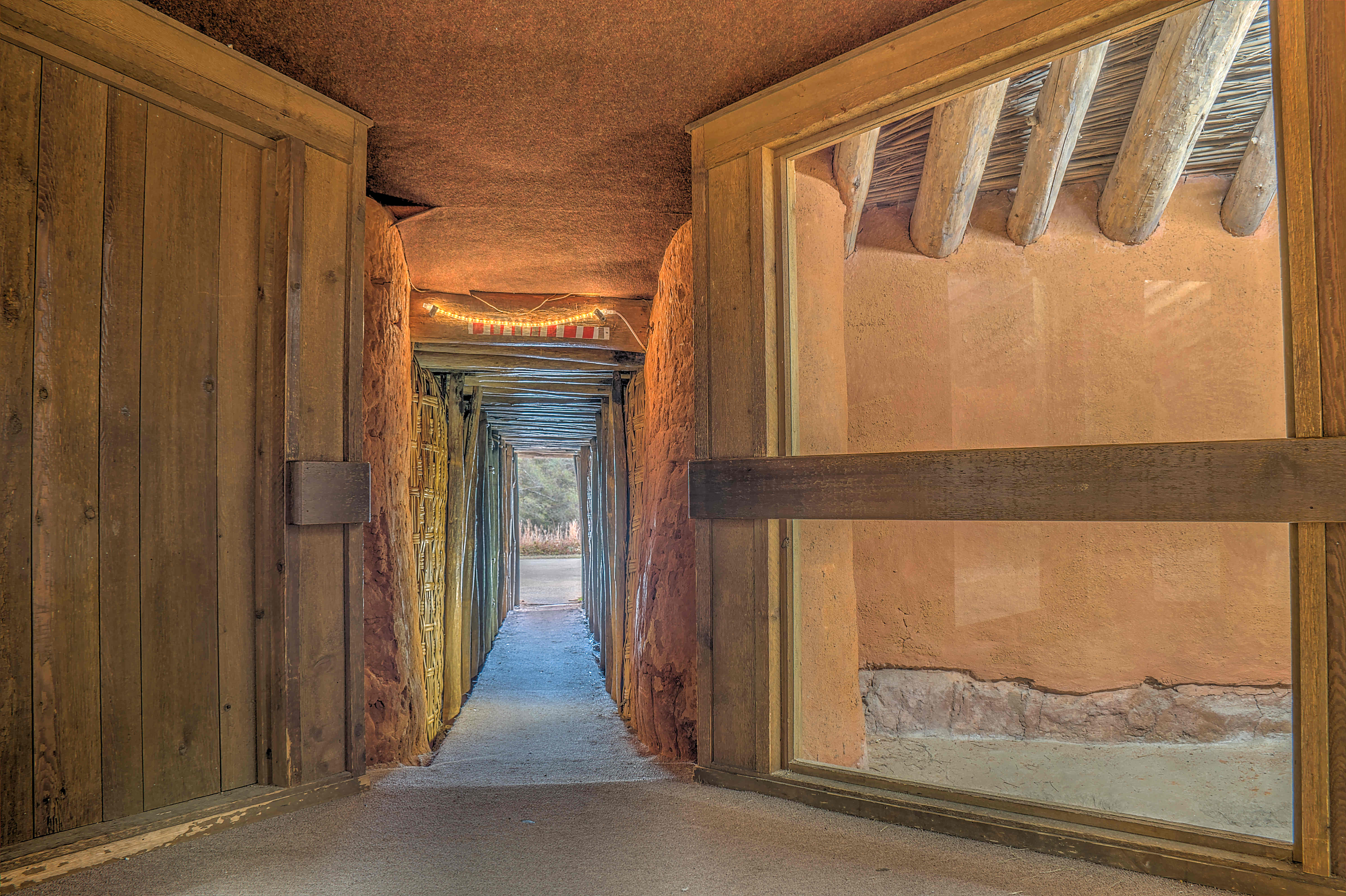
L’intérieur du souterrain
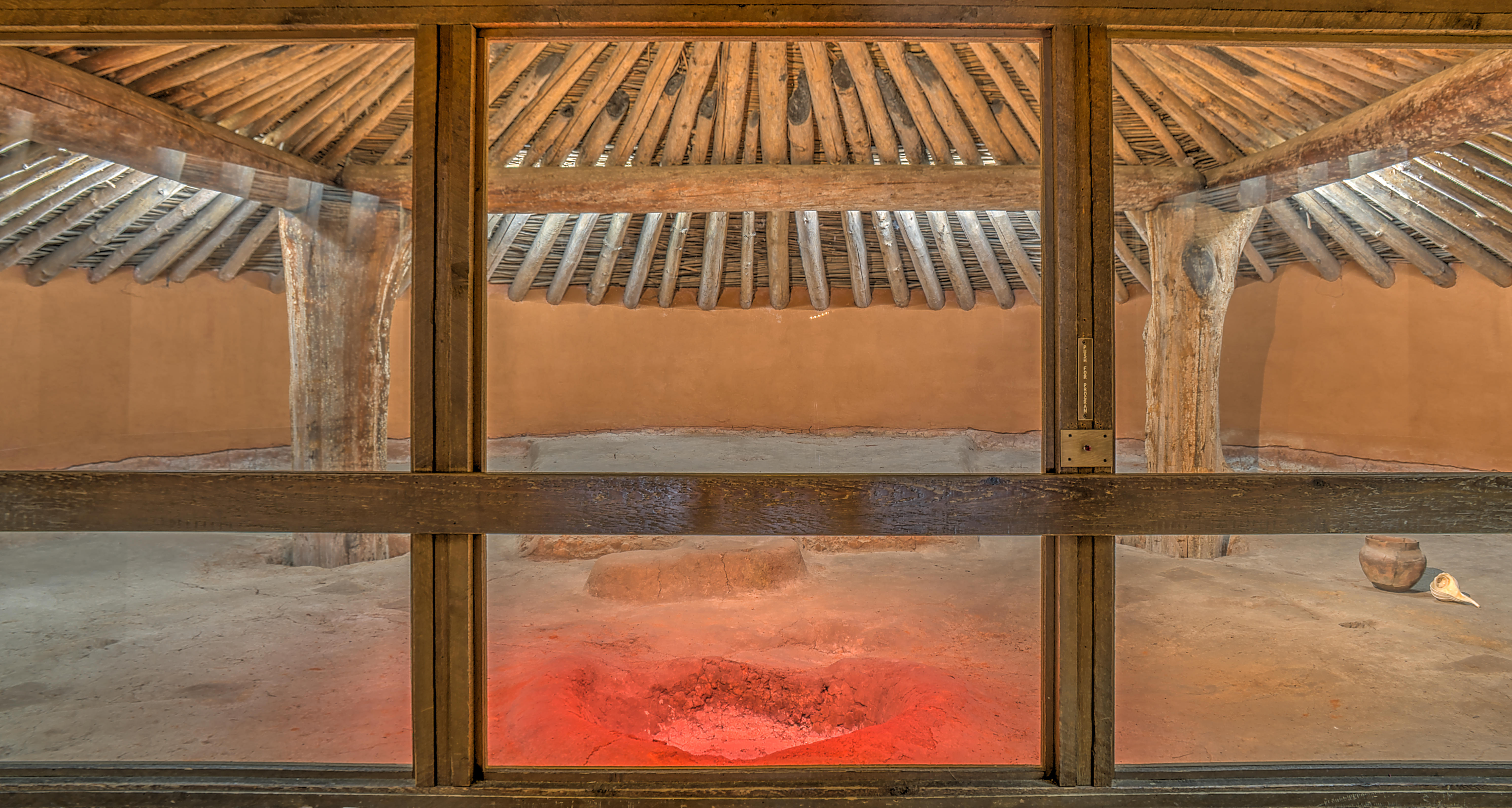
L’intérieur du souterrain
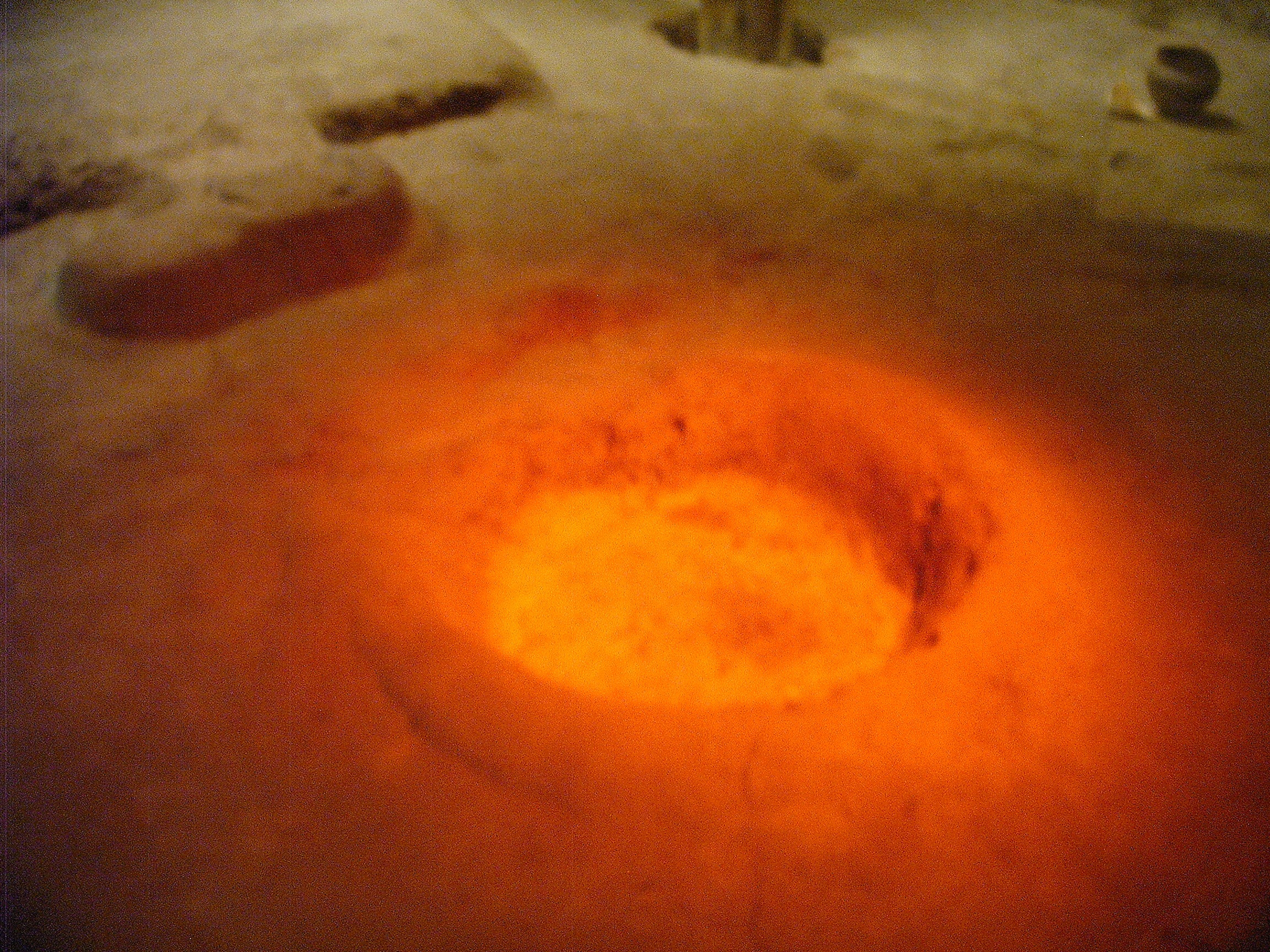
Le foyer. On a retrouvé les empreintes de 47 sièges destinés sans doute aux chefs ou prêtres, sur le socle aquiliforme.
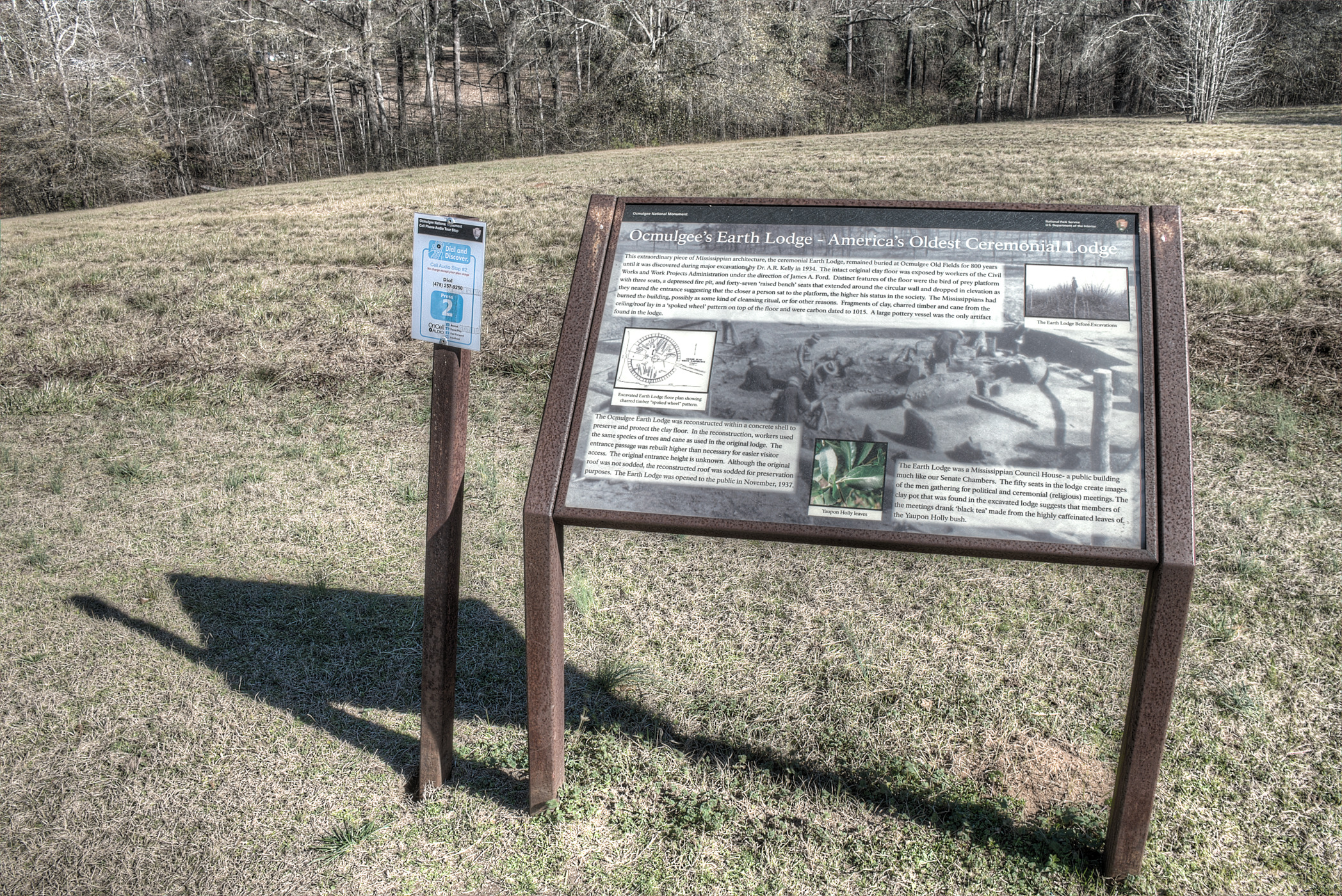
Panneau d'information.